# Bennett & Carlisle
Bennett & Carlisle Ltd. war ein britischer Händler und Hersteller von Automobilen.

## Unternehmensgeschichte
Das Unternehmen aus Manchester war zunächst ein Fahrzeughändler. 1904 begann die Produktion von Automobilen. Der Markenname lautete Manchester, inoffiziell auch Manch-Aster. 1905 endete die Produktion. Als Händler war das Unternehmen weiterhin aktiv. Das Nachfolgeunternehmen Newton & Bennett importierte ab 1910 Fahrzeuge des italienischen Herstellers Newton & Bennett.

## Fahrzeuge
Das Unternehmen bezog Einbaumotoren von Aster. Die Motoren leisteten wahlweise 8, 10, 14, 20 oder 30 PS. Die Motorleistung wurde mittels Ketten an die Hinterachse übertragen.